# S. M. Stirling
Stephen Michael Stirling (n. 30 de septiembre de 1953) es un autor de ciencia ficción y fantasía canadiense-estadounidense que nació en Francia. Stirling es conocido por su serie de novelas de historia alternativa sobre los Draka y su posteriores series sobre viajes en el tiempo/historia alternativa: Nantucket y el Embreverso, . 

## Juventud y educación
Stirling nació el 30 de septiembre de 1953 en Metz, Francia, donde había entonces una base de la Real Fuerza Aérea Canadiense, de madre inglesa y padre canadiense. Ha vivido en varios países y actualmente reside en los Estados Unidos en Nuevo México con su esposa Jan.

## Carrera
Las novelas de Stirling generalmente están basadas en conflictos y a menudo describen situaciones militares y culturas militaristas . Además del enfoque militar, de aventura y exploración de sus libros, a menudo describe sociedades con valores culturales significativamente diferentes de los puntos de vista occidentales modernos. Uno de sus temas recurrentes es la influencia de la cultura en la perspectiva y los valores de un individuo, con énfasis en la idea de que la mayoría de las personas y las sociedades se consideran morales.  [cita requerida] Stirling frecuentemente explora el desarrollo tecnológico dentro del contexto de muchas de sus novelas. Los Draka, por ejemplo, eligen y se enfrentan a un imperativo diferente en su conquista de África, y recurren antes a las armas de fuego de retrocarga y a la generación de energía por vapor que el resto del mundo occidental. Los isleños varados de la serie Nantucket intentan reconstruir su base tecnológica una vez que la isla queda varada en 1250 AC, mientras que los supervivientes del "Cambio" ahora se enfrentan a un mundo donde la electricidad, las armas de fuego y la combustión interna ya no funcionan. 
Stirling también tiende a escribir personajes femeninos fuertes que tienen papeles destacados dentro de la historia.
En el pasado, ha colaborado con frecuencia con otros autores, incluidos David Drake, Jerry Pournelle, Anne McCaffrey y Raymond E. Feist .